# Spirodela
Spirodela es un género de plantas acuáticas comúnmente llamadas lentejas de agua de la subfamilia de las lemnáceas, al igual que el resto de la subfamilia son plantas simples, con un aparato vegetativo que consiste en una estructura lenticular en lugar de tallo y hojas. Flotan sobre la superficie de extensiones de agua dulce en gran parte de las regiones templadas.

## Descripción
Flotan libremente en la superficie del agua, con hasta 5 frondas cohesionadas. Frondas orbiculares a elípticas, de 3–6 mm de largo y 3–5 mm de ancho, membranáceas, planas, simétricas y redondeadas en los ápices o fuertemente asimétricas y puntiagudas en un ápice, con 5–12 nervios, sin pápulas, con o sin puntos prominentes; raíces 5–20, con vainas lisas, cubiertas por el profilo, éste penetrado por 1–5 raíces. Marsupios 2, laterales.

## Taxonomía
El género fue descrito por Matthias Jakob Schleiden y publicado en Linnaea 13: 391. 1839. La especie tipo es: Spirodela polyrhiza

## Especies
- Spirodela intermedia
- Spirodela polyrhiza
- Spirodela punctata